# Stipa pogonathera
Stipa pogonathera är en gräsart som beskrevs av Étienne-Émile Desvaux. Stipa pogonathera ingår i släktet fjädergrässläktet, och familjen gräs. Inga underarter finns listade i Catalogue of Life.